# Уч-Малай
Уч-Малай (кирг. Үч-Малай) — село в Сузакском районе Джалал-Абадской области Кыргызстана. Входит в состав Кегартского айылного аймака.

## География
Село расположено в юго-восточной части области, на расстоянии приблизительно 26 километров (по прямой) к северо-востоку от села Сузак, административного центра района. Абсолютная высота — 1431 метр над уровнем моря.

## Население
Согласно оценочным данным Национального статистического комитета Кыргызской Республики, численность населения села на начало 2023 года составляла 1229 человек.
| год     | 2009 | 2014 | 2015 | 2020 | 2021 | 2023 |
| ------- | ---- | ---- | ---- | ---- | ---- | ---- |
| человек | 972  | 1039 | 1056 | 1182 | 1172 | 1229 |